# Woodrow Adams
Woodrow Adams (Tchula, Mississippi, 1917. április 9. – Robinsonville, 1988. augusztus 9.) amerikai delta blues gitáros, harmonikás.

## Pályafutása
Ültetvénymunkások fiaként született. Már kiskorában megtanult szájharmonikázni és elsajátította a gitározás alapjait is. Csak 35 éves korában születtek első lemezfelvételei. Traktorosként dolgozott.
1952-ben némi támogatással tudta rögzíteni a „Pretty Baby Blues”-t Memphisben. A kislemeznek csak egy példánya ismert.
1955-ben vették fel „Wine Head Woman” című lemezét második kislemezét. Ez a bluesból való a R&B felé való átmenet volt. 1961-ben kiadott még egy kislemezt: „Something on My Mind”, majd visszatért az ültetvényes munkához.
1988-ban halt meg a Mississippi állambeli Robinsville-ben.
Három kislemeze van. Legsikeresebb dala a „How Long” volt. Ez a lemez az éltmódját is ábrázolta. Felvételeit a későbben készült összeállítás-albumok őrzik.

## Lemezei
- Baby You Just Don't Know
- Don't You Know I Love You
- Everything I Do Is Gone
- How Long
- I Love You O Yes I Do
- If You Don't Want Me
- Last Time
- Pony Blues
- Pretty Baby Blues
- Sad and Blue
- Seventh Son
- She's Done Come and Gone
- Something on My Mind
- Train Is Comin'
- The Train Is Coming
- Train Time
- Wine Headed Woman